# 2025年巴西众议院议长选举
2025年巴西众议院议长选举于2月1日即第57届国民议会第三次会议开幕当天举行。此次选举选举选出了众议院议长、两名副议长、第一、第二、第三和第四秘书以及各自的替补者。他们的任期为两年，并可根据《众议院章程》第五条在下届国民议会连任。
现任议长阿图尔·利拉无法竞选第三任期。选举以不记名投票和电子投票的方式进行，第一轮投票需获得绝对多数票，第二轮投票需获得简单多数票，即出席议员的绝对多数票。这是按照《议院章程》第7条规定进行的。在巴西总统继任顺位中，众议院议长排在第二位。

## 候选人

### 潜在候选人
- 恩里克·维埃拉（社会主义和自由党）：自2023年起担任里约热内卢州的国民议会众议院议员，2013-2017年担任尼泰罗伊市议员。[5]
- 乌戈·莫塔（共和党）：自2011年起担任帕拉伊巴州的国民议会众议院议员，自2023年起担任共和党领袖。莫塔了得到现任议长阿图尔·利拉的背书。[6]
- 马塞尔·范哈特姆（新党）：自2019年起担任南里奥格兰德州的国民议会众议院议员，2019-2020年担任新党领袖。[7]

### 退选候选人
- 阿尔蒂内乌·科尔特斯（自由黨）：自2015年起担任里约热内卢州的国民议会众议院议员，自2022年起担任自由党领袖，2003年至2015年担任里约热内卢州立法机构议员。科尔特斯获得了党内和反对党议员的支持。[8][9]
- 安东尼奥·布里托（社会民主党）：自2011年起担任巴伊亚州的国民议会众议院议员，自2021年起担任社会民主党领袖，自2023年起担任黑人核心小组领袖。[10][11]
- 埃尔马·纳西门托（巴西联盟）：自2015年起担任巴伊亚州的国民议会众议院议员，2003年至2015年担任巴伊亚州立法机构议员。纳西门托获得了现任议长阿图尔·利拉的背书。[8][12]
- 马科斯·佩雷拉（共和党）：自2019年起担任圣保罗州的国民议会众议院议员，自2023年起担任众议院副议长，2016年至2018年担任工业、对外贸易和服务部部长，自2011年起担任共和党全国主席。佩雷拉得到了众议院福音派核心小组的支持。[8][13]